# Dolmen del Castell
El Dolmen del Castell, o de Valltorta, o de la Font del Bulès, és molt a prop de la partió entre els termes de Bulaternera, Illa i Sant Miquel de Llotes, tots tres de la comarca del Rosselló, a la Catalunya del Nord, però dins del tercer d'aquests termes.
És dins del terme de Sant Miquel de Llotes, a prop de l'extrem nord-oest del terme, al sud-oest de la Font del Bulès, al cim d'un petit serradet.
Molt trinxat, conserva dempeus tres de les lloses, però el lloc és ple de vegetació i difícil de trobar, per la qual cosa diversos autors l'han donat per desaparegut, en no haver-lo trobat.